# Charly Musonda (calciatore 1996)
Charly Musonda Jr. (Bruxelles, 15 ottobre 1996) è un ex calciatore belga di origini zambiane, di ruolo centrocampista.

## Biografia
Figlio dell'ex calciatore Charly Musonda, ha due fratelli maggiori: Lamisha (1992) e Tika (1994), entrambi calciatori.

## Caratteristiche tecniche
È un fantasista spesso schierato come trequartista o come esterno d'attacco su entrambe le fasce. Giocatore di movimento, possiede uno straordinario bagaglio tecnico oltre che molta resistenza. Bravo in fase di interdizione, il suo punto debole è la scarsa fisicità.

## Carriera

### Club
Nella stagione 2014-2015 è tra i protagonisti della vittoria della squadra londinese nella UEFA Youth League, mettendo a segno tre gol nella competizione e risultando tra i migliori anche nella finale contro lo Šachtar, vinta 3-2. Il 5 marzo 2015 rinnova con i Blues firmando un quadriennale.
Il 29 gennaio 2016 viene girato in prestito al Betis fino al termine della stagione. Sei giorni dopo realizza la sua prima rete contro il Deportivo. Il 22 giugno 2016 viene rinnovato il prestito alla squadra spagnola anche per la stagione 2016/17.
Il 1º gennaio 2017 torna al Chelsea.

### Nazionale
Convocato già dal 2010 dalle giovanili del Belgio, a livello di nazionale maggiore può ancora scegliere se giocare per i Diavoli Rossi o per lo Zambia.

## Statistiche

### Presenze e reti nei club
Statistiche aggiornate al 27 gennaio 2024.
| Stagione        | Squadra         | Campionato      | Campionato | Campionato | Coppe nazionali | Coppe nazionali | Coppe nazionali | Coppe continentali | Coppe continentali | Coppe continentali | Altre coppe | Altre coppe | Altre coppe | Totale | Totale |
| Stagione        | Squadra         | Comp            | Pres       | Reti       | Comp            | Pres            | Reti            | Comp               | Pres               | Reti               | Comp        | Pres        | Reti        | Pres   | Reti   |
| --------------- | --------------- | --------------- | ---------- | ---------- | --------------- | --------------- | --------------- | ------------------ | ------------------ | ------------------ | ----------- | ----------- | ----------- | ------ | ------ |
| gen.-giu. 2016  | Betis           | PD              | 16         | 1          | CR              | -               | -               | -                  | -                  | -                  | -           | -           | -           | 16     | 1      |
| 2016-gen. 2017  | Betis           | PD              | 8          | 0          | CR              | 0               | 0               | -                  | -                  | -                  | -           | -           | -           | 8      | 0      |
| Totale Betis    | Totale Betis    | Totale Betis    | 24         | 1          |                 | 0               | 0               |                    | -                  | -                  |             | -           | -           | 24     | 1      |
| gen.-giu. 2017  | Chelsea         | PL              | 0          | 0          | FACup+CdL       | 0               | 0               | -                  | -                  | -                  | -           | -           | -           | 0      | 0      |
| 2017-gen. 2018  | Chelsea         | PL              | 3          | 0          | FACup+CdL       | 1+2             | 0+1             | UCL                | 0                  | 0                  | CS          | 1           | 0           | 7      | 1      |
| gen.-giu. 2018  | Celtic          | SP              | 4          | 0          | SC+CdL          | 2+0             | 0               | UEL                | 2                  | 0                  | -           | -           | -           | 8      | 0      |
| 2018-2019       | Vitesse         | ED              | 1          | 0          | CO              | 0               | 0               | -                  | -                  | -                  | -           | -           | -           | 1      | 0      |
| 2019-2020       | Vitesse         | ED              | 3          | 0          | CO              | 0               | 0               | -                  | -                  | -                  | -           | -           | -           | 3      | 0      |
| Totale Vitesse  | Totale Vitesse  | Totale Vitesse  | 4          | 0          |                 | 0               | 0               |                    | -                  | -                  |             | -           | -           | 4      | 0      |
| 2020-2021       | Chelsea         | PL              | 0          | 0          | FACup+CdL       | 0               | 0               | UCL                | 0                  | 0                  | CS          | 0           | 0           | 0      | 0      |
| 2021-2022       | Chelsea         | PL              | 0          | 0          | FACup+CdL       | 0               | 0               | UCL                | 0                  | 0                  | SU+CmC      | 0           | 0           | 0      | 0      |
| Totale Chelsea  | Totale Chelsea  | Totale Chelsea  | 3          | 0          |                 | 3               | 1               |                    | 0                  | 0                  |             | 1           | 0           | 7      | 1      |
| 2022-2023       | Levante         | SD              | 17+1       | 0          | CR              | 2               | 0               | -                  | -                  | -                  | -           | -           | -           | 20     | 0      |
| 2023-2024       | Anorthōsis      | A               | 10         | 0          | CC              | 1               | 0               | -                  | -                  | -                  | -           | -           | -           | 11     | 0      |
| Totale carriera | Totale carriera | Totale carriera | 63         | 1          |                 | 8               | 1               |                    | 2                  | 0                  |             | 1           | 0           | 74     | 2      |

## Palmarès

### Club

#### Competizioni nazionali
- Campionato inglese: 1

Chelsea: 2016-2017
- Campionato scozzese: 1

Celtic: 2017-2018

#### Competizioni internazionali
- UEFA Champions League: 1

Chelsea: 2020-2021

#### Competizioni giovanili
- UEFA Youth League: 1

Chelsea: 2014-2015